# Cerfop
Le Cercle d'études et de recherches sur la formation professionnelle ou Cerfop est une association loi de 1901 qui édite une revue et organise un colloque annuel pour les personnes intéressées par les questions relevant de l'adaptation, de la scolarisation et du handicap (ASH). 
Son site Internet propose un certain nombre de dossiers thématiques dans le domaine de l'ASH. Sans prétention d'exhaustivité, ces dossiers offrent quelques repères sur un sujet pour disposer d'une vue d'ensemble et s'orienter. Chaque dossier comprend en général un article, un document de guidance, une bibliographie sélective et les textes officiels de référence indispensables. 
Le Cerfop est un lieu d'échanges entre tous ceux, professionnels ou étudiants, intéressés par les problèmes d'éducation et de formation, d'orientation et d'insertion des jeunes en difficulté et ou en situation de handicap, quels que soient les services ou les institutions qui les prennent en compte.